# Фугт, Эльса
Эльса Фугт (швед. Elsa Fougt; 1744—1826, Мариефред) — шведский издатель и книгопечатник. С 1772 по 1811 год носила титул королевского книгопечатника Швеции.

## Биография
Эльса Фугт родилась в 1744 году. Её семья была тесно связана с книжным делом и книгопечатанием. Отец Эльсы, Петер Момма, был королевским печатником. Мать, Маргарета Момма, урождённая фон Брагнер, чья семья происходила из Нидерландов, была первой женщиной-издателем Швеции и одной из первых журналисток.
Будучи женщиной, Эльса не могла поступить в университет, но, по всей видимости, получила прекрасное домашнее образование. В возрасте восемнадцати лет она вышла замуж за Хенрика Фугта, с которым у неё было шестеро детей. После смерти обоих родителей в 1772 году Эльса унаследовала семейное дело, а титул королевского книгопечатника перешёл к её мужу. Когда в 1782 году Хенрик Фугт умер, Эльса стала единственной владелицей семейной типографии. Титул королевского книгопечатника также достался ей и оставался за ней вплоть до 1811 года, когда она в свою очередь передала его своему сыну Хенрику.
Эльса Фугт занималась книгоизданием и книгопечатанием на протяжении трёх десятилетий. В качестве королевского печатника она была ответственной за печать королевских указов, парламентских актов и прочих официальных документов королевства. Помимо этого, она выполняла частные заказы и торговала книгами, включая «бестселлеры» той эпохи. Эльса также выполняла роль редактора, вычитывая тексты и давая авторам советы. У неё был собственный книжный магазин в Стокгольме, а в 1784 году она начала заниматься международной торговлей книгами под торговой маркой Elsa Fougt et Comp. У Эльсы можно было приобрести как научные труды на немецком и латыни, так и развлекательные книги на французском, в том числе запрещённые (они печатались в подпольной типографии в Швейцарии, в Невшателе).
Эльса Фугт была значимой персоной культурной жизни Швеции конца XVIII — начала XIX века. Она умерла в Мариефреде в 1826 году.